# Werner Lüdeke

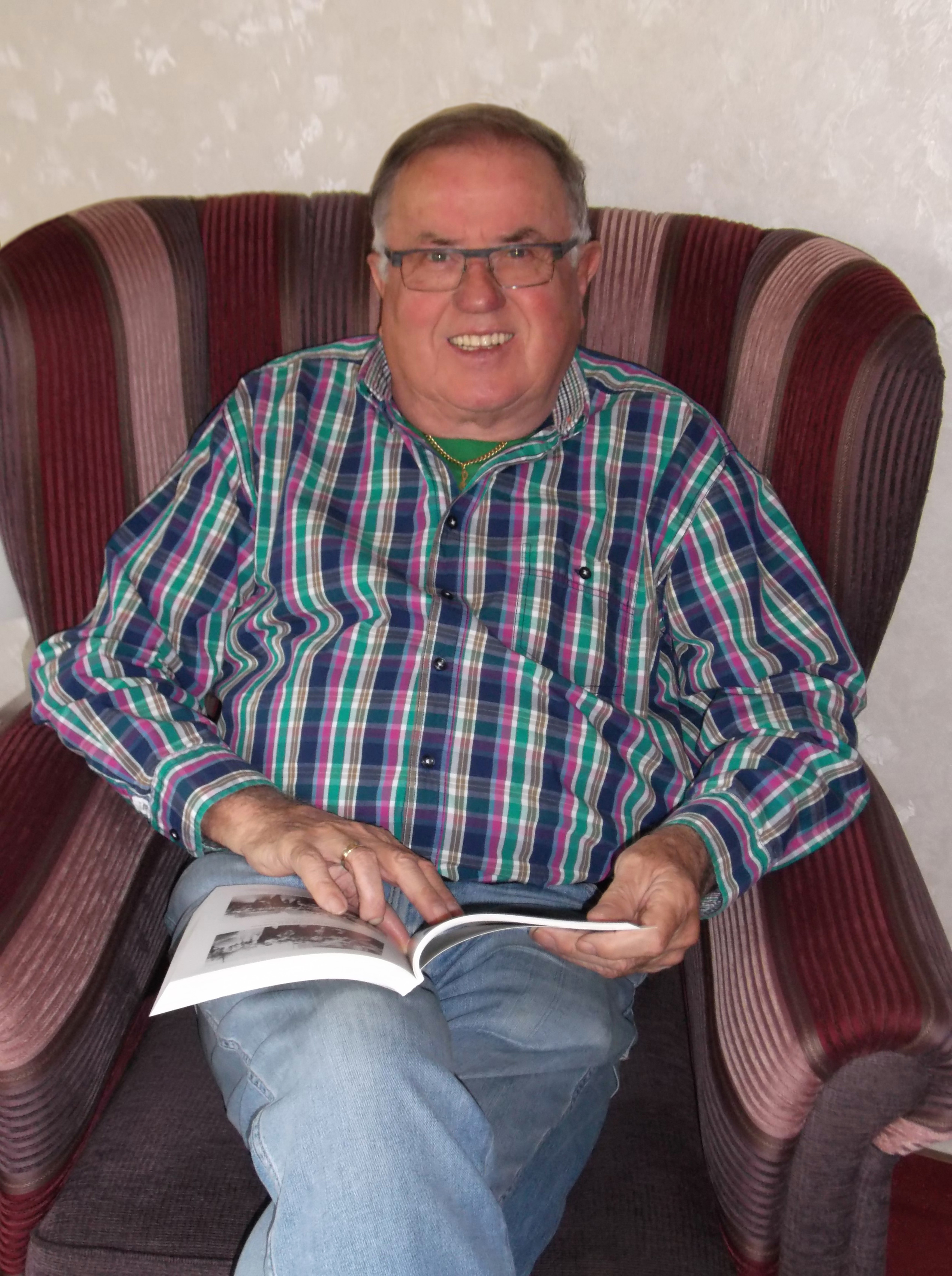
Werner Lüdeke

Werner Lüdeke (* 11. April 1937 in Delmenhorst) ist ein deutscher Komponist und Arrangeur.

## Leben
Werner Lüdeke studierte Harmonielehre, Komposition und Horn. Nach seinem Diplom 1970 war er Hornist im Polizeimusikkorps Bremen. In den 1950er Jahren übernahm er die Leitung des Musikzugs der Freiwilligen Feuerwehr Ganderkesee und der GGV (Gemeinschaft Ganderkeseer Vereine)-Big Band. Beide Positionen legte er im Jahr 2005 nieder.
Als Komponist schrieb er mehrere Werke für Blasorchester, nebenbei verfasste er Bücher über seine Heimatstadt.

## Kompositionen

### Werke für Blasorchester
- 1978 Erinnerungen (Ich denke an Costermano)
- 1981 Days of Joy, Ouvertüre
- 1981 Magic World[2]
- 1986 Gedenken
- 1999 Musikantenfreundschaft
- 1999 Volle Fahrt voraus
- 2000 Rebecca[3]
- Aufstieg zum Großvenediger
- Delmenhorster Burg
- Frohe Weihnacht, Potpourri
- Ganter im Wappen
- Hanseatic Esprit
- Straight on
- Treurmars
- Waidmannsfreude – Jagdlicher Marsch
- Weihnachten im Erzgebirge, Potpourri
- Gruß an Kiel (bearbeitet)
- Frei weg (bearbeitet)
- Verdener Feuerwehrmarsch (bearbeitet)
- Weit ist das Land
- 44 Faschingsschlager aus Ganderkesee (komponiert und bearbeitet)
- Alle für alles
- Jagdliche Impressionen, Potpourri
- Abseits der Straße
- Lieder aus vergangenen Zeiten, Potpourri
- In einem kühlen Grunde, Paraphrase
- Feierabend, Paraphrase
- Vor langer Zeit
- Entlang der Allee
- City – Treff
- Dat Kinnerland
- Melodie des Nordens
- Ein Melodienstrauß von Friedrich Silcher, Potpourri
- Hinter den Bergen
- Einzugsmarsch der GGV
- Lieder von der Waterkant, Potpourri
- Leitmeritzer Schützenmarsch (bearbeitet)
- Furchtlos und treu (bearbeitet)
- Mit frohem Schwung (bearbeitet)
- Tiroler Holzhackerbuab’n (bearbeitet)
- Lass doch mal Dampf ab (bearbeitet)
- Wo der Wildbach rauscht (bearbeitet)
- Der alte Mann und das Meer (bearbeitet)
- Feuerwehrmarsch (bearbeitet)
- Matjes-Polka
- Feierlicher Auftakt, Potpourri
- Eine steife Brise, Potpourri
- Du söte Deern aus Verden
- Bremer Deern
- Wir sind die Bremer Jungs
- Wer schaffen will muss fröhlich sein
- Rosenwalzer
- Narrhallamarsch (bearbeitet)
- Standard-Marschalbum (24 Märsche, bearbeitet)
- WELUE-Polka
- Traumland im Süden
- Heut singen wir das Laternenlied
- Tage der Sonne
- Seemannslieder im Happy Sound

## Publikationen
- Zur Erinnerung an die Kameraden der Freiwilligen Feuerwehr Ganderkesee "1911-2011". Isensee Verlag, Oldenburg 2010, ISBN 978-3-89995-741-9.
- Musik in der Freiwilligen Feuerwehr Ganderkesee. Isensee Verlag, Oldenburg 2011, ISBN 978-3-89995-818-8.
- Eine Erinnerung an die Kriegstoten aus der Gemeinde Ganderkesee. Isensee Verlag, Oldenburg 2006, ISBN 3-89995-354-1.
- ZUR ERINNERUNG, Vor siebzig Jahren: Der Kampf um Ganderkesee am 20./21.April 1945, Herausgegeben von Werner Lüdeke und Hermann Speckmann
- Werner Lüdeke, Hermann Speckmann „De slechte Tied“ (Die schlechte Zeit). Nachkriegszeit und Wiederaufbau in der Gemeinde Ganderkesee, 132 Seiten[4]
- Ganderkesee in der Kriegszeit, herausgegeben von Werner Lüdeke und Hermann Speckmann, 2017, 210 Seiten
- Geschichten, Sagen, Lieder und Gedichte aus der Gemeinde Ganderkesee sowie Berichte von Persönlichkeiten unseres Ortes, Herausgegeben von Werner Lüdeke und Hermann Speckmann, 2018, 144 Seiten
- Geschichten, Bilder und Döntjes aus Ganderkesee. Isensee Verlag, Oldenburg 2025, ISBN 978-3-7308-2219-7